# Ferdinand Schaal
Ferdinand Karl Erwin Schaal (7. února 1889 Freiburg im Breisgau – 9. října 1962 Baden-Baden) byl německý důstojník, za druhé světové války byl generálem tankových vojsk a účastníkem atentátu z 20. července 1944.

## Život
V letech 1899 – 1908 studoval na Berthod gymnáziu ve Freiburgu. Po skončení gymnázia nastoupil jako Fahnenjunker ke 3. bádenskému dragounskému pluku "Prinz Karl" č. 22. Účastnil se první světové války a po skončení války byl převzat do Reichswehru.

### Mezi válkami
V Reichswehru sloužil v roce 1920 ve štábu 18. jezdeckého pluku ve městě Bad Cannstatt. Od roku 1922 byl ve štábu 2. divize kavalérie ve městě Breslau. Od roku 1925 vedl po tři roky 3. eskadronu 15. (pruského) jezdeckého pluku a byl povýšen na majora. V roce 1922 byl převelen na Reichswehrministerium (ministerstvo Reichswehru) do Berlína a zde působil tři roky v oddělení inspekce kavalérie. V roce 1934 byl povýšen do hodnosti Oberst (plukovník a převzal velení jezdeckého pluku v Erfurtu. O rok později převzal velení 1. tankové brigády také v Erfurtu.

### Druhá světová válka
V srpnu 1939 se stal v hodnosti Generalleutnant velitelem 10. tankové divize, se kterou se účastnil invaze do Polska. V roce 1940 v bitvě o Francii vedl úspěšné obležení Calais, za které byl 13. července 1940 vyznamenaný rytířským křížem Železného kříže. Při útoku na Sovětský svaz i nadále velel 10. tankové divizi, ale počátkem srpna roku 1941 byl odvolán a převelen do Führerreserve (byl bez velení, ale k dispozici). V polovině září 1941 byl pověřen velením LVI. tankového sboru, jenž byl součásti uskupení armád Střed. Po povýšení do hodnosti generál tankových vojsk se stal velícím generálem jednotky, se kterou se účastnil bitvy před Moskvou.
1. srpna 1943 byl znovu převelen do Führerreserve a od září 1943 sloužil jako velitel ve Wehrkreis Böhmen und Mähren (vojenský okrsek Čechy a Morava) a působil zde jako zplnomocněnec Wehrmachtu u říšského protektora Wilhelma Fricka.
Jeho role v Operaci Valkýra byla v pádu NSDAP a vojenská kontrola nad Čechy a Moravou. Ve večerních hodinách 20. července 1944 čekal na upřesnění generálplukovníka Friedricha Fromma. Po neúspěchu atentátu byli Frommem prozrazeni ostatní účastníci a Ferdinand Schaal byl druhý den na příkaz Heinricha Himmlera zatčen. Schaal válku přežil a koncem dubna 1945 padl do zajetí spojenců, ze kterého byl v srpnu propuštěn.

### Rodina
Jeho otec Ferdinand Schaal (1844 – 1920) byl obchodník ve Freiburgu a s matkou, která se jmenovala Hilda Ernestina roz. Thoma (1860 – 1932) měl ještě dceru Hildu Ernu Fleuchaus. Schaal se v roce 1919 oženil s Hildou Menny a měl s ní tři dcery: Hildu, Renatu a Giselu.

## Vyznamenání
- Železný kříž (1914) I. a II. třídy
- Odznak za zranění (1918) černý
- Řád zähringenského lva rytíř II. třídy s meči
- Hanzovní kříž Hamburk
- Rytířský kříž Železného kříže z 13. července 1940
- Německý kříž ve zlatě z 8. března 1942